# Lenggerong
Lenggerong is een bestuurslaag in het regentschap Pemalang van de provincie Midden-Java, Indonesië. Lenggerong telt 813 inwoners (volkstelling 2010).